# Salisbury (Pensilvania)
Salisbury es un borough ubicado en el condado de Somerset en el estado estadounidense de Pensilvania. En el año 2000 tenía una población de 878 habitantes y una densidad poblacional de 850.8 personas por km².

## Geografía
Salisbury se encuentra ubicado en las coordenadas 39°49′05″N 79°04′59″O / 39.81806, -79.08306.

## Demografía
Según la Oficina del Censo en 2000 los ingresos medios por hogar en la localidad eran de $26,875 y los ingresos medios por familia eran $36,188. Los hombres tenían unos ingresos medios de $30,682 frente a los $17,222 para las mujeres. La renta per cápita para la localidad era de $12,973. Alrededor del 18.3% de la población estaba por debajo del umbral de pobreza.